# Печки (Калужская область)
Печки — деревня в Людиновском районе Калужской области. Входит в состав Сельского поселения «Деревня Игнатовка».

## Географическое положение
Расположено примерно в 18 км к северо-востоку от деревни Игнатовка.

## Население
На 2010 год население составляло 47 человек.